# ناتان دیکز
ناتان دیکز (انگلیسی: Nathan Deakes؛ زادهٔ ۱۷ اوت ۱۹۷۷) ورزشکار دو و میدانی اهل استرالیا است.
وی در مسابقات کشوری و بین‌المللی در مجموع برندهٔ ۵ مدال طلا، ۳ مدال برنز شده‌است.